# Potoczek (Ukraina)
 Potoczek (ukr. Потічок) – wieś na Ukrainie w rejonie śniatyńskim obwodu iwanofrankowskiego.

## Urodzeni
- Mychajło Fyłypczuk (1955–2016) – ukraiński historyk, archeolog, badacz Pleśniska[1].